# 모토요시정
모토요시정(일본어: 本吉町)은 일본 미야기현 북동부 모토요시군에 있던 정이다.
2009년 9월 1일에 게센누마시에 편입했다.

## 지리
미야기 현 북동부, 태평양에 접하는 마을이다. 해안부는 미나미산리쿠킨카잔 국정공원으로 지정되어 있다. 정의 면적의 70%가 산림이다.

## 역사
에도 시대에는 다테 씨의 소령이 되었다.
- 1875년 - 쓰야촌, 야마다촌, 마고메촌의 3촌이 합병해 온타케촌이 되었다.해변마을, 이와시리촌의 2촌이 합병해, 오타니촌이 되었다..
- 1941년 11월 3일 - 온타케촌이 정으로 승격해 쓰야정이 되었다.
- 1955년 3월 30일 - 쓰야정, 고이즈미촌, 오타니촌이 합병해 모토요시정이 되었다.
- 2009년 9월 1일 - 게센누마시에 편입 합병되었다.

## 교통

### 철도
- 동일본 여객철도 게센누마 선

### 도로
- 국도 45호선
- 국도 346호선